# Ganjampenaeopsis
Ganjampenaeopsis is een geslacht van kreeftachtigen uit de klasse van de Malacostraca (hogere kreeftachtigen).

## Soort
- Ganjampenaeopsis uncta (Alcock, 1905)